# Georg Karstädt
Georg Karstädt, vollständig Alfred Hugo Wilhelm Georg Karstädt (* 26. Oktober 1903 in Steglitz; † 2. Januar 1990 in Lübeck), war ein deutscher Musikwissenschaftler und Musikbibliothekar.

## Leben
Georg Karstädt wurde als Sohn eines Briefträgers in Berlin-Steglitz geboren. Von 1927 bis 1931 studierte er Horn, Klavier und Musiktheorie an der Staatlichen Hochschule für Musik, der heutigen Universität der Künste Berlin. Anschließend wechselte er an die Berliner Universität, um Musikwissenschaft zu studieren, insbesondere bei Arnold Schering und Georg Schünemann. 1935 wurde er mit einer Dissertation zur „Geschichte des Zinken und seiner Verwendung in der Musik des 16.-18. Jahrhunderts“ zum Dr. phil. promoviert. Das Werk gilt heute als „bahnbrechende Studie“ und belebte das Interesse an diesem historischen Instrument. Auch später noch äußerte er sich zu „Horn und Zink bei Johann Sebastian Bach“ und über „Aufführungspraktische Fragen bei Verwendung von Naturtrompeten, Naturhörnern und Zinken“ Karstädt fand eine Anstellung als wissenschaftlicher Mitarbeiter an der Musikabteilung der Staatsbibliothek zu Berlin sowie am Staatlichen Institut für Musikforschung. Hier betreute er die Bibliographie des Musikschrifttums, bis er zum Kriegsdienst eingezogen wurde. Karstädt war ab 1933 verheiratet mit Else, geb. Hannusch (1891–1942). Das Paar lebte in der Pestalozzistraße 2a (heute Weißwasserweg) in Berlin-Lichterfelde.
Nach seiner Entlassung fand er eine neue Heimat in Norddeutschland. Ab 1952 war er als Musiklehrer an der Lauenburgischen Gelehrtenschule in Ratzeburg tätig. 1953 wurde er dazu als Nachfolger Wilhelm Stahls nebenamtlicher Leiter der Musikabteilung der Stadtbibliothek Lübeck. 1969 ging er als Lehrer in den Ruhestand und widmete sich ganz der bibliothekarischen Tätigkeit und Forschung.
Karstädts besonderes Interesse galt den Lübecker Abendmusiken und Dietrich Buxtehude. Oftmals arbeitete er dabei mit Bruno Grusnick zusammen; gemeinsam kuratierten sie 1957 eine Ausstellung zu Buxtehudes 250. Todestag. 1959 richtete er die Musikinstrumenten-Abteilung im St.-Annen-Museum ein. Krönung seines Lebenswerks war die Zusammenstellung des Buxtehude-Werke-Verzeichnisses (BuxWV). Dieses thematisch-systematische Verzeichnis der Werke von Dietrich Buxtehude konnte Karstädt 1974 veröffentlichen. Bei den Vorarbeiten identifizierte er zwei bis dahin unbekannte Kantaten Buxtehudes. Eine zweite Auflage mit kleinen Änderungen und Ergänzungen erschien 1984. Karstädt verfasste zahlreiche Artikel für die Enzyklopädie Die Musik in Geschichte und Gegenwart sowie das Grove Dictionary of Music and Musicians.
Gemeinsam mit seiner zweiten Frau Ursula Karstädt (1914–1980) organisierte er bei der Fusion von Stadtbibliothek und Öffentlicher Bücherei Anfang der 1970er Jahre die Zusammenführung der Musikbestände zu einer Öffentlichen Musikbücherei. Dabei galt seine besondere Sorge dem Schutz und der Nutzung des einzigartigen Altbestands; er hatte aber auch damals moderne Bedürfnisse im Blick wie den Aufbau einer ausleihbaren Schallplatten-Sammlung. Zum Ende seines Lebens konnte er noch erleben, dass die Tabulatur-Handschrift Mus A 373 mit Werken Buxtehudes, die es nach der Auslagerung im Zweiten Weltkrieg nach Ost-Berlin verschlagen hatte, im November 1989 nach Lübeck zurückkehren konnte.

## Auszeichnungen
- Buxtehude-Preis der Hansestadt Lübeck 1978

## Werke
- Zur Geschichte des Zinken und seiner Verwendung in der Musik des 16.-18. Jahrhunderts. Berlin, Phil. Diss., 1937, Teilveröffentlichung in Archiv für Musikforschung. Band 2, 1937, S. 385–432 (Digitalisat).
- Entwicklung und musikalische Bedeutung der altgermanischen Bronzeluren. In: Nationalsozialistische Monatshefte 1941.
- Die Sammlung alter Musikinstrumente im St. Annen-Museum (= Lübecker Museumshefte aus der Arbeit der Museen für Kunst und Kulturgeschichte der Hansestadt Lübeck. Band 2). Lübeck 1959.
- Die »extraordinairen« Abendmusiken Dietrich Buxtehudes: Untersuchungen zur Aufführungspraxis in der Marienkirche zu Lübeck. Mit den Textbüchern des »Castrum doloris« und »Templum honoris« in Faksimile-Neudruck (= Veröffentlichung der Stadtbibliothek Lübeck; N.R. Band 5). Schmidt-Römhild, Lübeck 1962.
- Lasst lustig die Hörner erschallen! Eine kleine Kulturgeschichte der Jagdmusik. Parey, Hamburg/Berlin 1964.
- Der Lübecker Kantatenband Dietrich Buxtehudes: Eine Studie über die Tabulatur Mus. A 373 (= Veröffentlichung der Stadtbibliothek Lübeck; N.R. Band 7). Schmidt-Römhild, Lübeck 1971, ISBN 3-7950-0207-9.
- (Hrsg.) Jagdlieder, Fanfaren und Jägermärsche: Eine weiterführende Sammlung jagdlicher Musikstücke für Pleß- und Parforce-Hörner. Parey, Hamburg/Berlin [West] 1972, ISBN 3-490-10112-X.
- (Hrsg.) Thematisch-systematisches Verzeichnis der musikalischen Werke von Dietrich Buxtehude: Buxtehude-Werke-Verz. (BuxWV). Breitkopf und Härtel, Wiesbaden 1974, ISBN 3-7651-0065-X.

2., erweiterte und verbesserte Auflage: Breitkopf und Härtel, Wiesbaden 1985, ISBN 3-7651-0065-X.
- Die Musiksammlung der Stadtbibliothek Lübeck (= Veröffentlichung der Stadtbibliothek Lübeck; N.R. Band 12). Senat, Amt für Kultur, Lübeck 1979.